# Plug RTL
Plug RTL es una cadena de televisión generalista privada luxemburguesa con emisión en Bélgica, concretamente en la Comunidad Francesa, y en Luxemburgo cuyas emisiones se realizan en Idioma Francés y está destinada a un público joven y adolescente.

## Historia
Plug RTL comienza sus emisiones el 13 de febrero de 2004 en Luxemburgo y en la Comunidad Francesa de Bélgica, por lo que sus emisiones son en Francés.
El origen del nombre de la cadena se debe a que Plug en inglés significa conectar y el objetivo de la cadena es conectar con los jóvenes de entre 12 y 34 años compitiendo con TF1, MTV y MCM con su programación orientada al público adolescente.
La voluntad es, obviamente, atraer a todos los adolescentes y jóvenes adultos que les gusta la telerrealidad y que solamente se emiten en la televisión francesa. Los programas de la cadena fueron originalmente compuestos por realities, programas de comedia o musicales, como por ejemplo: Kad y O, Jackass, saga de la familia Osbourne, Southpark, Amigos, Dawson, Largo Winch, Sexo en Nueva York, películas estrenadas recientemente en el cine y clips musicales en directo. El 7 de septiembre de 2008, la cadena cambió su nombre de Plug TV a Plug RTL para reflejar el grupo de comunicación al que pertenece.

## Identidad Visual

### Logotipos

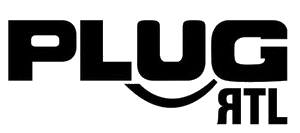
Logotipo de Plug RTL desde el 7 de septiembre de 2008

### Eslóganes
- 2005: Complètement Plug
- Septiembre de 2007: Plug RTL, une rentrée Lifestyle
- 2010: Plug RTL - La chaîne Lifestyle
- 2011-2012: Exprimes ton coté Plug !
- Actualmente: La chaîne Lifestyle

## Programación

### Series
- American Horror Story
- Breaking Bad
- Teen Wolf
- Lost Girl
- Tower Prep
- How I Met Your Mother
- Siberia
- The Walking Dead
- Les Simpson
- Grimm
- 90210 Beverly Hills : Nouvelle Génération
- Supernatural
- New Girl
- Girls
- Un gars, une fille
- Salem
- Dracula
- Devious Maids
- Hawaii Five-0
- Revenge
- Drop Dead Diva

## Organización

### Dirigentes
Delegados de Administración :
- Philippe Delusinne

 Productor delegado :
- Eusebio Larrea

### Capital
Club RTL pertenece a la sociedad luxemburguesa RTL Belux S.A. & cie SECS, perteneciente a su vez en un 65,6 % a RTL Group mediante su filial CLT-UFA S.A. y en un 33,8 % al grupo editorial belga Audiopresse S.A.
RTL Belux S.A. & cie SECS tiene un contrato de subcontratación con la sociedad belga RTL Belgium S.A. que fabrica y produce los programas de RTL-TVI, de Club RTL (películas antiguas, deportes y emisiones infantiles) y Plug RTL (telerrealidad, series para adolescentes).

## Audiencias
Fuente: Centre d'Information sur les Médias.
| 2004  | 2005  | 2006  | 2007  | 2008  | 2009  | 2010  | 2011  | 2012  | 2013  | 2014  |
| ----- | ----- | ----- | ----- | ----- | ----- | ----- | ----- | ----- | ----- | ----- |
| 1,0 % | 1,5 % | 1,4 % | 1,5 % | 1,9 % | 2,4 % | 2,0 % | 1,9 % | 2,0 % | 2,2 % | 2,2 % |

Con una audiencia media de 2,2 % de cuota de pantalla en 2013, Plug RTL es la sexta cadena belga francófona, por detrás de RTL-TVI, La Une, AB3, La Deux y Club RTL.